# Exhyalanthrax albicingulus
Exhyalanthrax albicingulus är en tvåvingeart som först beskrevs av Austen 1936.  Exhyalanthrax albicingulus ingår i släktet Exhyalanthrax och familjen svävflugor. Inga underarter finns listade i Catalogue of Life.